# Presa de Tavera
Presa de Tavera är en dammbyggnad i Dominikanska republiken. Den ligger i den centrala delen av landet, 120 km nordväst om huvudstaden Santo Domingo. Presa de Tavera ligger 344 meter över havet. Den ligger vid sjön Embalse Tavera.
Terrängen runt Presa de Tavera är huvudsakligen kuperad, men den allra närmaste omgivningen är platt. Runt Presa de Tavera är det ganska tätbefolkat, med 179 invånare per kvadratkilometer. Närmaste större samhälle är Santiago de los Caballeros, 18,5 km norr om Presa de Tavera. Omgivningarna runt Presa de Tavera är en mosaik av jordbruksmark och naturlig växtlighet.